# География области Тарапака
Географические объекты области Тарапака по категориям:

## Горы и вулканы
Ислуга, Альто-Торони, Иррупутунку, Напа, Пига, Олька, Латарани, Парахалья, Лимпири, Мамута, Гуайчани, Сокора, Толомпа, Льянкила, Татахачура, Кейтане, Карикима, Вичокольо, Лирима, Сильяхгуай, Тангани, Сильика, Чилинчилин, Барранко, Гуаилья, Игуэрита, Копоса, Чела, Лагуна,Пабельон-дель-Инка, Мехильонес, Калета-Буэна, Констансия, Ансуэло, Уэмиль, Оярбиде, Лома-Анча, Карраско, Манчас, Пенинсула, Чипана, Дасампарадо, Кебрадильяс, Йокас, Леон, Серрильос, Ярвикойя и др.

## Реки и ручьи
- Камаронес
  - Чиса
    - Минимини
      - Умальяни
      - Кутихмалья

    - Сука
      - Патагуалья
      - Нама
- Тиливиче
  - Тана
    - Каминья

  - Ретамилья
    - Пинонауэ

  - Сора
    - Итапильян
- Арома
  - Эскалера
- Тарапака
- Парка
  - Чоха
- Чакарилья
- Инфернильо
- Лос-Тамбос
- Чипана
  - Гуанакагуа
- Гуатакондо
- Пинтадос
- Мани
- Пискала
- Сипука
- Сама
- Тамбильо

## Озёра
Лагуна-Витакольо, Лагуна-Касири-Эмбра, Лагуна-Касири-Мачо, Лагуна-Куантиха

## Солончаки и соляные озёра
Койпаса, Уаско, Копоса, Пинтадос, Белья-Виста, Льямара, Салар-Гранде

## Заливы и бухты
Камаронес, Чика, Писагуа, Хунин, Буэна, Колорада, Икике, Чикината, Патильос, Патаче, Пабельон-де-Пика, Чомаче, Чипана, Лоа

## Плоскогорья
Пампа-дель-Тамаругаль, Пампа-де-Колумтукса, Пампа-де-Алона

## Национальные парки и заповедники
Национальный парк Вулкан Ислуга, Национальный заповедник Пампа-де-Тамаругаль